# Cunningham Peak
Der Cunningham Peak ist ein 2170 m hoher und größtenteils vereister Berg im westantarktischen Ellsworthland. In der Heritage Range des Ellsworthgebirges ragt er am Kopfende des Gowan-Gletschers entlang des Founders Escarpment auf.
Der United States Geological Survey kartierte ihn anhand eigener Vermessungen und Luftaufnahmen der United States Navy aus den Jahren von 1961 bis 1966. Das Advisory Committee on Antarctic Names benannte ihn 1966 nach John B. Cunningham, Verantwortlicher für die Versorgungsgüter- und Wäschebestände auf der McMurdo-Station während der Operation Deep Freeze des Jahres 1966.